# 나카호도 히토미
나카호도 히토미(仲程仁美, 1985년 1월 31일 ~ )은 일본의 배우이다.

## 출연작

### 드라마
- 2006년 《마법전사 유캔도》 타카쿠라 리츠코 역